# Vittorio Grigolo
Vittorio Grigòlo (Arezzo, 1977. február 19. –) olasz operaénekes, tenor.

## Élete
Vittorio Grigòlo Arezzóban született és Rómában nőtt fel, ahol a Sixtus-kápolna Schola Puerorum cantorumában tanult énekelni. Itt fedezte fel Giovanni Maria Catena atya, az iskola vezetője, és arra biztatta, hogy lépjen az operaházak színpadára. Mindössze tizenkét évesen, 1989-ben Domenico Bartolucci mester irányításával részt vett egy amerikai koncertkörúton. A Sixtus-kápolna kórusával énekelt a University di Tempe-ben, Arizona-PalmDesert, Los Angeles, San Diego, Glendora, Costa Mesa Santa Barbara, Visalia, San Francisco, Portland (Kalifornia), Victoria, Vancouver (Kanada) operaházaiban.
1990. december 13-án, tizenhárom évesen debütált a római Teatro dell'Operában, a Toscában egy pásztorfiút alakítva Luciano Pavarotti és Raina Kabaivanska oldalán, és a kritikusok Pavarotti lehetséges örököseként „Pavarottinónak” becézték.
17 évesen Danilo Rigosa basszus énekesnál folytatta tanulmányait, az opera témakörben és a Teatro Opera Studio di Adriában, debütált a Petite Messe Solennelle-ben, a Szerelmi bájitalban és A sevillai borbélyban. 1998-ban a bécsi Kammeroperben Don Narciso szerepét játszotta Gioachino Rossini A török Itáliában című művében, külföldön.
2000 októberében, a Santo Stefano al Ponte Vecchio-templom újranyitása alkalmából ismét Monsignor Bartolucci vezényelte a Születés első teljes előadásában. Mindössze 23 évesen ekkor ő volt az olasz történelem legfiatalabb tenorja, aki a Verdi-év nyitókoncertjén énekelt a Milánói Scalában, Maestro Riccardo Muti vezényletével.
2002-ben visszatért a római Teatro dell'Operába, ahol a Szerelmi bájitalban és a Romanza premierjén énekelt. (Olasz tündérmese.) Néhány év múlva Vittorio Grigòlo a világ legfontosabb színpadain kezdett fellépni Riccardo Chailly, Lorin Maazel, Zubin Mehta, Riccardo Muti, Csong Mjonghun, Daniel Oren, Antonio Pappano, Evelino Pidò és mások vezényletével.
2010-ben debütált a tengerentúlon Rodolfo szerepében a Bohéméletben a New York-i Metropolitan Operában. Ugyanebben az évadban Grigòlo az olasz és a francia opera főszerepeivel bővítette repertoárját. 2011 júniusában a Milánói Scalába érkezett Gounod Rómeó és Júliájával, a georgiai Nino Machiadzéval. 2010. szeptember 4-én és 5-én Marco Bellocchio rendezésében a Mantua herceget alakította a Rigolettóban, a híres RAI televíziós adásban, amelyet az egész világon sugároztak. Ugyanebben az évben részt vett a Speciális Olimpia ceremóniájának megnyitóján Athénban a Nessun dormát és duettet a görög énekesnővel, Glykeriával énekelve.
A következő évben szerepelt a „The Bad Boy Of Opera” című videóban, amelyet Bruce Weber készített a Vanity Fair Italia számára, miközben népszerűsége nőtt az Egyesült Államokban, ahol gyakran megfordult Robin Williamsszel, Oprah Winfrey-vel, és együttműködött a Pussycat Dollsszal is.
Grigòlo volt az első tenor, aki két híres operát mutatott be teljesen új színpadokon: a Traviatát a  Zürichi főpályaudvaron (2008) és a Szerelmi bájitalt a Milánó-Malpensai repülőtéren (2015).
Grigòlo megkapta a European Border Breakers Awards-díjat első szólóalbumáért, a Szerelem kezébenért (Polydor), a L'Opera Magazine 2011 Legjobb tenor díját a londoni Királyi Operaházban nyújtott Des Grieux szerepéért (2010), valamint a tekintélyes ECHO Klassik Év újonca díjst 2011-ben.
2015-ben Sorrento önkormányzata Caruso-díjjal tüntette ki az olasz kultúra világában való hozzájárulásáért, és ugyanebben az évben megkapta a Tiberini d'Oro-kitüntetést sikeres operai karrierje elismeréseként. A következő évben pedig a Distinguished Artistic Leadership Awardot az Atlantic Counciltól a transzatlanti kapcsolatok erősítéséhez való hozzájárulásáért és a 2016-os Puccini-díjat a Puccini-repertoár egyik leglenyűgözőbb szerepének, Rodolfónak kifejező és szenvedélyes interpretációja elismeréseként. A Rodolfóval lépett fel a világ legnagyobb színházaiban, beleértve a Pompeii Aréna hangulatos környezetét is, Alberto Veronesi, a Puccini Fesztivál Alapítvány elnökének vezényletével, akit e tekintélyes díj átadásával bíztak meg.
2017-ben a Szoragnai herceg / Giancarlo Giannini oldalán részt vett a The Good Italian Part III című kisfilmben.
2017. szeptember 6-án a Veronai Arénában Pavarotti halálának 10. évfordulója alkalmából rendezett esten ő énekelte a Luciano című dalt, amelynek szövegét és zenéjét Nicola Piovani írta.
2017-ben megkapta a NIAF Svent-díjat a National Italian American Foundationtől. Ugyanebben az évben játszotta Cavaradossi szerepét a Tosca című produkcióban a Metropolitanben, amely nagy kritikai és közönségsikert aratott.
2018-ban elnyerte az Opera News Awards díját az opera világához való hozzájárulásáért.
2019-ben művészeti vezetőként részt vett az Amici di Maria De Filippi programban.
2019 szeptemberében felfüggesztették a Covent Garden cégnél állítólagos szexuális zaklatással kapcsolatos belső vizsgálatát követően. A Királyi Operaház turnéja során Japánban szeptember 18-án este, Gounod Faustjának függönyénél, állítólag zaklatott egy kóristát, és amikor kollégái tiltakoztak, agresszívan reagált. A későbbi előadásokon az orosz Georgij Vasziljev váltotta fel, és elővigyázatosságból ideiglenesen felfüggesztették a Metropolitan Operaházban is. Belső vizsgálatok nyomán ugyanazon év decemberében a tenort „nem megfelelő és agresszív” viselkedése miatt eltanácsolták a Királyi Operaházból és a Metropolitanből is, ahol 2020-ban a Lammermoori Lucia és a Traviata címszerepét kellett volna énekelnie. A tenor a médiafelhajtás ellenére folytatja szokásos tevékenységét, és 2020. október 1-jétől a Scalában fellép a Szerelmi bájitallal. Vendégként részt vett am2020-as Sanremói Dalfesztivál ötödik, egyben utolsó epizódjában, és a győztes kihirdetése előtt énekelt.
2020. június 2-án, Az Olasz Köztársaság napja alkalmából előadta az olasz himnuszt a Covid19-pandémia korlátozásai miatt üresen álló Veronai Arénában. Grigòlo visszatért az olasz himnuszt énekelni 2021. április 18-án, az imolai Formula–1 GP alkalmából.

## Bemutatkozó albuma
Grigòlo pop/opera zenét énekelve rögzítette első szólóalbumát In the Hands of Love címmel. Az angliai Classical Advisory Panel nem vette fel az albumot a klasszikus zenei listákra, 35,7%-ban klasszikusként határozta meg (míg a klasszikus listák eléréséhez ennek az aránynak 60%-nak kell lennie). Az In the Hands of Love a brit top 10-ben debütált, ezzel a 6. helyre került, és új eladási rekordot döntött. Az albumon szerepel a Keane "Bedshaped,  Maria" a West Side Storyból, Stevie Wonder "All in Love Is Fair"-je és egy duett Katherine Jenkinsszel "You Are My Miracle" címmel.
Az album 2006 szeptemberében jelent meg az Egyesült Államokban Vittorio címmel. A "You Are My Miracle" duett amerikai verzióját Nicole Scherzinger a Pussycat Dollsból énekli. Ugyanez az album később, október 23-án Ausztráliában is megjelent.
Grigòlo és Hayley Westenra, akik Tony és Maria szerepét alakítják, a Leonard Bernstein Alapítvánnyal közösen rögzítették a West Side Storyt, hogy megünnepeljék a musical 50. évfordulóját. A West Side Story felvétele az 1. helyet érte el aUK Classic FM Charton.
2010. október 1-jén kiadta második szólóalbumát The Italian Tenor címmel.

## Díjai és jelölései

### Díjak
Az Európai Bizottság Grigòlót és Romano Musumarrát, valamint a lemezcéget, a szerzőket és a producereket European Border Breakers Award díjjal tüntette ki debütáló albumukként, amely 2006-ban a legmagasabb eladási sikereket érte el az Európai Unióban, a gyártás országán kívül.
A Capri/Hollywood Filmfesztivál Grigòlót a Grigòlo Capri Exploit Music Award díjjal tüntette ki. A díjátadó ünnepségre Capriban 2008. január 1-jén került sor, ahol Grigòlo Leonard Bernstein előtt tisztelegve énekelt.

### Jelölés
- Grammy-díj 2008 legjobb musical show album – West Side Story

## Diszkográfia
- A szerelem kezében – 2006
- Bernstein, West Side Story – Hayley Westenrával / Royal Liverpool Filharmonikusok – 2007 Decca
- Az olasz tenor, Vittorio Grigolo/a Teatro Regio di Parma zenekara és kórusa /Pier Giorgio Morandi – 2010 Sony
- Viszlát, Vittorio Grigolo/A Teatro Regio di Parma zenekara és kórusa/Pier Giorgio Morandi – 2011 Sony
- Ave Maria, Vittorio Grigolo – 2012 Sony
- Az olasz opera legnagyobb áriái, 2013 Sony
- A romantikus hős, Vittorio Grigolo – 2014 Sony

## DVD
- Vittorio: Dreams of Rome, 2006 Decca (8 perces mintavétel Hadrianus villájában Tivoliban)
- Otello (Verdi), José Curával - Gran Teatre del Liceu 2006 Opus Arte/Naxos/ TVE
- Puccini, Gianni Schicchi (a Triptichonban ) - Riccardo Chailly / Leo Nucci / Nino Machaidze, rendező: Luca Ronconi, Teatro alla Scala 2008 Hardy Classic/RAI
- Verdi, Rigoletto in Mantua, 2010 RAI
- Verdi, Requiem mise - Julianna DiGiacomo/Michelle DeYoung/Vittorio Grigolo/ Ildebrando D'Arcangelo /Los Angeles Master Chorale & Philharmonic Orchestra/ Gustavo Dudamel, Hollywood Bowl 2013 C-dúr/Naxos

## Fordítás
- Ez a szócikk részben vagy egészben  a   Vittorio Grigolo című olasz Wikipédia-szócikk fordításán alapul.  Az eredeti cikk szerkesztőit annak laptörténete sorolja fel. Ez a jelzés csupán a megfogalmazás eredetét és a szerzői jogokat jelzi, nem szolgál a cikkben szereplő információk forrásmegjelöléseként.